# Клин, Винсент
Винсент Клин (англ. Vincent Klyn, настоящая фамилия Klijn; род. 30 июня 1960 года) — американский актёр, продюсер и сёрфер.

## Ранние годы
Винсент родился 30 июня 1960 года в Окленде, на Винсент Стрит, отсюда и его имя. Отец Винсента, голландец по происхождению, был выслан из Нидерландов в Новую Зеландию за свои нацистские взгляды. Там он познакомился с матерью Винсента, полинезийкой по происхождению, которая имела гавайские, ирландские и маорийские корни. Когда Винсенту исполнилось 4 года, вся семья (помимо Клина в ней было ещё 2 детей) переехала в Гонолулу, Гавайи, где отец Винсента стал работать в кондитерской.

## Карьера

### Спортивная карьера
В 8 лет Винсент начал заниматься скейтбордингом, а уже в 13 — сёрфингом. И в том, и в другом он преуспел. Уже в начале 1980-х годов его называли лучшим сёрфером Гавайев и он входил в список 20 лучших сёрферов мира. Помимо сёрфинга Клин также был фотомоделью (высшего образования Винсент не получил, он окончил колледж Aiea High School). В середине 1980-х годов Клин участвовал в Мировом Туре по сёрфингу, где показал очень высокие результаты и вошёл в топ-5 лучших сёрферов того времени. После этого он переехал в Малибу, штат Калифорния.
В середине 1990-х годов Винсента арестовывает полиция за хранение наркотиков. Случай получает огласку, и несмотря на то, что после этого инцидента Клин навсегда завязывает с наркотиками, от него отказываются все спонсоры. Тем не менее, актёр до сих пор занимается сёрфингом.

### Актёрская карьера
Кинодебютом для Клина стала роль главаря шайки пиратов Фендера Тремоло в боевике Альберта Пьюна «Киборг» 1989 года. В этом же году он сыграл одного из бандитов в шайке Джорджа Клуни в фильме «Красный Прибой». За 1991 год Винсент снялся в 4 фильмах, из которых следует особенно выделить «Кикбоксер 2: Дорога назад» с Сашей Митчелом в главной роли, и «На гребне волны» с Патриком Суэйзи и Киану Ривзом.
В период с 1992 по 2000 годы Клин сыграл в 18 фильмах, из которых большинство осталось малоизвестными, а также эпизодические роли в сериалах «Приключения Бриско Каунти-младшего», «Детектив Нэш Бриджес» и «Спасатели Малибу». Из фильмов можно выделить «Немезиду», «Рыцарей», «Двойного дракона», «Ночного охотника», «Взрыв», «Волну страсти» и ремейк «Киборга» — «Зону криминала».
В 2001 году Винсент спродюсировал фильм Альберта Пьюна «Взрывной механизм» с Томом Сайзмором и Стивеном Сигалом в главных ролях. В 2002 году снялся в фильме «Воин». Однако, премьера фильма произошла лишь спустя 6 лет. Это единственный фильм, где Клин сыграл главную роль. В 2004 году Винсент снялся в фильме «Макс-разрушитель: Проклятие нефритового дракона».

## Личная жизнь
В настоящее время живёт с женой в Малибу, штат Калифорния.

## Фильмография
| Год       |    | Русское название                                | Оригинальное название               | Роль                 |
| --------- | -- | ----------------------------------------------- | ----------------------------------- | -------------------- |
| 1989      | ф  | Киборг                                          | Cyborg                              | Фендер Тремоло       |
| 1989      | в  | Красный прибой                                  | Red Surf                            | Нога                 |
| 1991      | ф  | Кикбоксер 2: Дорога назад                       | Kickboxer 2: The Road Back          | Тай Туг              |
| 1991      | ф  | Кровавый сговор                                 | Bloodmatch                          | Карл Кьюба           |
| 1991      | ф  | На гребне волны                                 | Point Break                         | Уорчайлд             |
| 1991      | в  | Кукольный человек                               | Dollman                             | Гектор               |
| 1992      | ф  | Немезида                                        | Nemesis                             | Мишелль              |
| 1992—2000 | с  | Спасатели Малибу                                | Baywatch                            | разные роли          |
| 1993      | ф  | Конфликт интересов                              | Conflict of Interest                | Мюллер               |
| 1993      | ф  | Рыцари                                          | Knights                             | Тай                  |
| 1993      | с  | Приключения Бриско Каунти-младшего              | The Adventures of Brisco County Jr. | Юта Джонни Монтана   |
| 1994      | ф  | Двойной дракон                                  | Double Dragon                       | некто дикий          |
| 1995      | ф  | Кулак закона                                    | Ballistic                           | Кона                 |
| 1995      | в  | Спасатели Малибу: Запретный рай                 | Baywatch: Forbidden Paradise        | Марк Киалоа          |
| 1995      | ф  | Регенератор                                     | Final Equinox                       | Лекс                 |
| 1996      | ф  | Ночной охотник                                  | Night Hunter                        | Сэнгстер             |
| 1996      | тф | Чёрный ястреб                                   | Raven Hawk                          | Трекер               |
| 1996      | в  | Жертва ягуара                                   | Prey of the Jaguar                  | Сонни Депазос        |
| 1997      | ф  | Взрыв                                           | Blast                               | напряжённый человек  |
| 1997      | с  | Детектив Нэш Бриджес                            | Nash Bridges                        | Ларри Сью            |
| 1997      | ф  | Псы войны                                       | Angry Dogs                          | плохой парень        |
| 1998      | ф  | Волна страсти                                   | In God’s Hands                      | мадагаскарский принц |
| 1998      | с  | —                                               | Wind on Water                       | Исраэль              |
| 1999      | тф | Вчера поздно вечером                            | Late Last Night                     | Маггер               |
| 1999      | в  | Чёрный ангел                                    | Urban Menace                        | Тень                 |
| 1999      | ф  | Продажный                                       | Corrupt                             | Сейер                |
| 2000      | ф  | Команда разрушителей                            | The Wrecking Crew                   | Джуда                |
| 2001      | ф  | Часовой механизм                                | Ticker                              | террорист            |
| 2001      | ф  | Зона криминала                                  | Gangland                            | Люцифер              |
| 2002      | ф  | Воин                                            | Warrior                             | Дредмон              |
| 2004      | ф  | Макс-разрушитель: Проклятие нефритового дракона | Max Havoc: Curse of the Dragon      | Моко                 |